# Miniopterus paululus
Miniopterus paululus — вид ссавців родини лиликових.

## Проживання, поведінка
Країна поширення: Індонезія, Малайзія, Філіппіни, Східний Тимор.

## Загрози та охорона
Загрози для цього виду не відомі. Поки не відомо, чи вид присутній в якійсь охоронній території.